# Langues teke
Pour les articles homonymes, voir Teke.
Les langues teke, aussi écrit langues téké en français, sont des langues bantoues parlée par les populations téké d'Afrique centrale, en République du Congo, en République démocratique du Congo et au Gabon.

## Liste des langues téké
SIL International distingue les 12 langues téké mais il en existe bien d'autres :
- Ngungwel[1] ;
- Tchitchege[2] ;
- Téké-ibali[3] ;
- Téké-eboo[4] ;
- Téké-fuumu[5] ;
- Téké-kukuya[6] ;
- Téké-laali[7]
- Téké-nzikou[8]
- Téké-tege[9] ;
- Téké-tsaayi[10] ;
- Téké-tyee[11] ;
- Yaka[12] ;
- Téké-wuumu ou houm[13] ;
- Téké-akaniki [14] ;
- Ndzindzali ou nsinseke [13].

Une synthèse de la littérature, publiée en 2007, conduit à recenser au moins 19 parlers teke.
Les pronoms personnels sujets en téké sont reportés dans le tableau suivant.
| Pronoms personnels sujets en téké | Traduction en français |
| --------------------------------- | ---------------------- |
| Mè / Miè / Mi                     | Je                     |
| Wè                                | Tu                     |
| Ndè / Diè                         | Il ou elle             |
| Bisi / Biabiè / Bri               | Nous                   |
| Bè / Biè                          | Vous                   |
| Bô / Bwo                          | Ils ou elles           |